# Desicasta laevicostata
Desicasta laevicostata är en skalbaggsart som beskrevs av Neervoort Van de poll 1886. Desicasta laevicostata ingår i släktet Desicasta och familjen Cetoniidae. Inga underarter finns listade i Catalogue of Life.